# Andrzej Chwalba

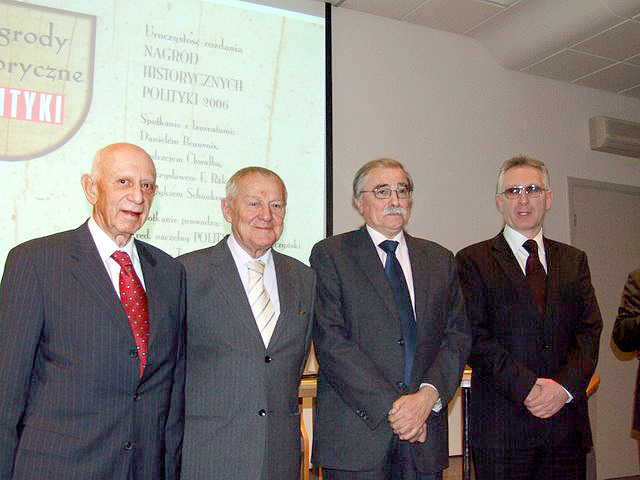
Henryk Schönker, Mieczysław Rakowski, Daniel Beauvois i Andrzej Chwalba podczas przyznawania Nagrody Historycznej "Polityki" (2006)

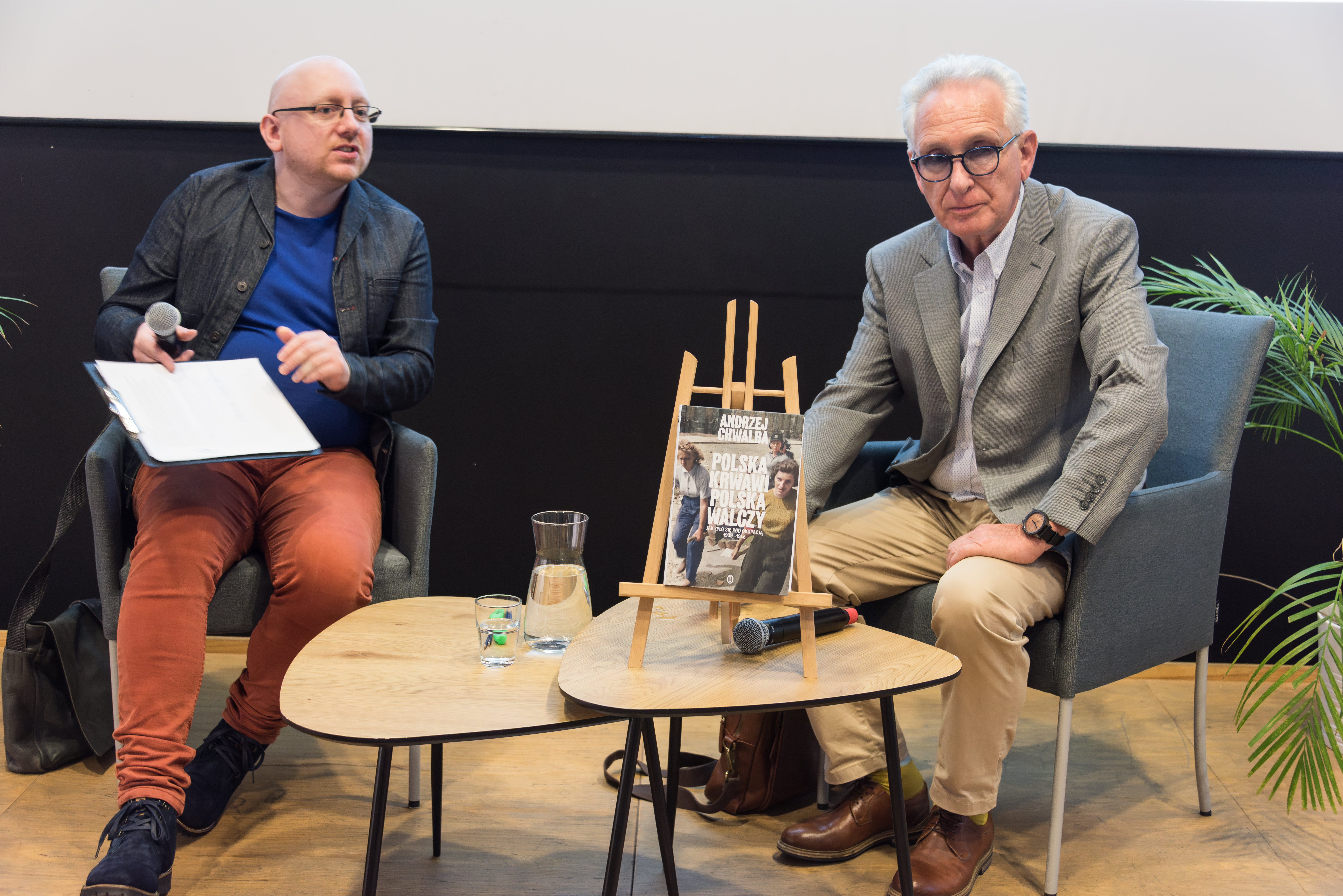
Andrzej Chwalba (z prawej) i Mateusz Zimmerman podczas spotkania autorskiego w Domu Spotkań z Historią w Warszawie (2024)

Andrzej Jerzy Chwalba (ur. 11 grudnia 1949 w Częstochowie) – polski historyk i eseista, profesor nauk humanistycznych, wykładowca Uniwersytetu Jagiellońskiego specjalizujący się w historii XIX wieku, historii relacji polsko-rosyjskich, historii najnowszej Polski i dziejach Krakowa.
W latach 1996–1999 dziekan Wydziału Historycznego Uniwersytetu Jagiellońskiego, w latach 1999–2005 prorektor UJ do spraw dydaktyki. Kierownik Zakładu Antropologii Historycznej w Instytucie Historii UJ. Wiceprezes Polskiego Towarzystwa Historycznego. Inicjator i organizator Kongresu Zagranicznych Badaczy Dziejów Polski w Krakowie. Autor szeregu książek historycznych, w tym podręcznika akademickiego Historia Polski 1795–1918.

## Życiorys
Syn Wacława i Janiny z domu Ginał. Ukończył VIII Liceum Ogólnokształcące w Częstochowie, a następnie studia historyczne na Uniwersytecie Jagiellońskim. W 1972 roku podjął pracę nauczyciela historii w IV Liceum Ogólnokształcącym im. Henryka Sienkiewicza w Częstochowie.
1 stycznia 1977 roku rozpoczął pracę w Instytucie Historii UJ. Zajmował się badaniami nad historią Polski XIX w. w zakładzie kierowanym przez Celinę Bobińską. Doktoryzował się w 1982 roku. Jego praca habilitacyjna, obroniona w 1990, nosi tytuł Socjaliści polscy wobec kultu religijnego (do roku 1914). Tytuł profesora otrzymał w 1995 roku.
W latach 1977–1981 był członkiem Polskiej Zjednoczonej Partii Robotniczej. Od 1981 roku działał w podziemnej „Solidarności”. Był wykładowcą Chrześcijańskiego Uniwersytetu Robotniczego, był także zaangażowany w działalność prasy podziemnej, w tym jako redaktor naczelny niezależnego pisma Alternatywy. W latach 90. XX w. był członkiem NSZZ Solidarność, Unii Demokratycznej, Komitetu na rzecz prezydentury prof. Adama Strzembosza, a następnie Komitetu na rzecz prezydentury dr hab. Hanny Gronkiewicz-Waltz.
Pełnił funkcję wicedyrektora Instytutu Historii (1991–1992), dziekana Wydziału Historycznego (1996–1999), a wreszcie prorektora UJ ds. dydaktyki (1999–2005). Do 2021 r. kierował Zakładem Antropologii Historycznej w Instytucie Historii UJ. Pracował także w Instytucie Historii Państwowej Wyższej Szkoły Wschodnioeuropejskiej w Przemyślu. Był promotorem ponad dwudziestu prac doktorskich.
W 1999 roku zgłoszono jego kandydaturę na Prezesa Instytutu Pamięci Narodowej. Kandydatura została zaakceptowana przez Kolegium Instytutu Pamięci Narodowej. 19 stycznia 2000 roku w głosowaniu kolegium IPN zatwierdzono kandydaturę Andrzeja Chwalby i przedstawiono Marszałkowi Sejmu do dalszej procedury wyboru prezesa IPN. 24 stycznia 2000 roku Chwalba złożył rezygnację z ubiegania się o stanowisko prezesa IPN w następstwie podania do wiadomości przez środki publicznego przekazu informacji o jego przynależności do Polskiej Zjednoczonej Partii Robotniczej. 8 lutego 2000 roku rektorska komisja ds. etyki nauczycieli akademickich Uniwersytetu Jagiellońskiego w swej opinii przedstawionej rektorowi sugerowała urlopowanie profesora. 15 lutego Chwalba udał się na półroczny urlop naukowy. W marcu 2000 roku kolegium Instytutu Pamięci Narodowej opublikowało swoje stanowisko w tej sprawie, stwierdzając m.in.: „Tryb wyboru Prezesa Instytutu nie wymaga od kandydatów przedstawienia informacji o przynależności partyjnej dawnej lub obecnej. W związku z tym prof. Chwalba nie wprowadził kolegium świadomie w błąd. Kolegium wyraża ubolewanie z powodu trudności, jakie napotyka profesor na UJ”. Według doniesień medialnych Andrzejowi Chwalbie zarzucono, że świadomie wprowadził kolegium IPN w błąd, a „dopiero po kilku miesiącach okazało się, że profesor postępował zgodnie z trybem wyboru prezesa IPN i nikogo w błąd nie wprowadził”.
Andrzej Chwalba był inicjatorem ustanowienia Nagrody im. Henryka Wereszyckiego i Wacława Felczaka, przyznawanej od 2001 roku historykom polskim i zagranicznym za książki poświęcone dziejom Europy Środkowej. Był prezesem krakowskiego oddziału Polskiego Towarzystwa Historycznego (2003–2012). We wrześniu 2004 roku współorganizował XVII Powszechny Zjazd Historyków Polskich w Krakowie. Od 2006 roku jest członkiem Społecznego Komitetu Odnowy Zabytków Krakowa (SKOZK). W 2007 roku był inicjatorem i organizatorem I Kongresu Zagranicznych Badaczy Dziejów Polski, który od tej pory odbywa się co pięć lat w Krakowie. Odbyły się II Kongres w 2012 i III Kongres w 2017 roku.
Aktualnie jest wiceprezesem Polskiego Towarzystwa Historycznego, do 2022 r. był wiceprezesem Komitetu Kopca Kościuszki, a także m.in. członkiem Rady Fundatorów Fundacji Polskiego Czynu Niepodległościowego, Fundacji Pomocy Dzieciom Niewidomym i Niedowidzącym, członkiem Rady Naukowej Muzeum Historii Polski, Rady Naukowej Muzeum Historii PRL, Rady Programowej Międzynarodowego Centrum Kultury; członkiem Komitetu Organizacyjnego Światowego Zjazdu Historyków Poznań 2020. Był przewodniczącym Rady Programowej Muzeum Schindlera w Krakowie; do 6 lutego 2018 r. był członkiem międzynarodowego Kolegium Programowego Muzeum II Wojny Światowej. Jest członkiem Stowarzyszenia Pisarzy Polskich. Został członkiem rady programowej Fundacji im. Janusza Kurtyki.
Opublikował szereg prac poświęconych historii Polski w XIX w. (zwłaszcza podręcznik akademicki: Historia Polski 1795–1918), Rosji i relacjom polsko-rosyjskim (Imperium korupcji, Polacy w służbie Moskali), jak również dziejom Krakowa. W serii Dzieje Krakowa jest autorem dwóch ostatnich tomów, omawiających historię Krakowa w okresie okupacji niemieckiej i w okresie powojennym. Osobne miejsce w twórczości krakowskiego historyka zajmują prace z dziejów najnowszych Polski. W 2019 roku ukazała się książka Zwrotnice dziejów. Alternatywne historie Polski będąca rozmową Chwalby z Wojciechem Harpulą. Książka ma charakter historical fiction i przedstawia alternatywne dzieje Polski. W 2021 roku ukazała się kolejna książka Chwalby i Harpuli Polska–Rosja. Historia obsesji, obsesja historii.
Chwalba występował publicznie popularyzując wiedzę historyczną, m.in. udzielał otwartych wykładów i komentarzy dla mediów. Wywiady prasowe z nim opublikowały m.in.: Tygodnik Powszechny, Lidove Noviny, Dziennik Zachodni, Polska The Times, Dziennik Polski, Gazeta Wyborcza, Rzeczpospolita, Znak, Newsweek, Gazeta Krakowska, Gość Niedzielny, Niedziela, Przegląd Polityczny, Telewizja Polska, Dzień, Alma Mater, Nasz Przemyśl, Nowe Książki, Więź, Do Rzeczy, Mówią Wieki, Konspekt, Wprost, Dziennik. Gazeta Prawna, Polityka, Kultura (w jęz. bułgarskim), Aetas (w jęz. węgierskim), Kulturne Dejiny (w jęz. słowackim).
W 2006 roku za książkę III Rzeczpospolita. Raport specjalny uhonorowano go Nagrodą Historyczną przyznawaną przez redakcję tygodnika Polityka. W 2018 roku za książkę Wielka Wojna Polaków 1914–1918 została uhonorowany Nagrodą im. Janusza Kurtyki oraz główną nagrodą w konkursie im. Oskara Haleckiego Książka Historyczna Roku 2018. 
W 2015 roku był członkiem jury Nagrody Literackiej i Historycznej Identitas. W 2021 przeszedł na emeryturę.
9 listopada 2023 został powołany w skład Kapituły Orderu Odrodzenia Polski.W 2024 otrzymał Nagrodą im. Joachima Lelewela.

## Publikacje
- 1989: Socjaliści polscy wobec kultu religijnego (do 1914)
- 1992 i 2007: Sacrum i rewolucja: socjaliści polscy wobec praktyk i symboli religijnych (1870–1918)
- 1993 i 2007: Józef Piłsudski – historyk wojskowości
- 1994 i 1996: Słownik historii Polski 1939–1948 (redaktor i współautor)
- 1995, 2001 i 2006: Imperium korupcji w Rosji i w Królestwie Polskim w latach 1861–1917
- 1997: Czasy „Solidarności”: francuscy związkowcy i NSZZ „Solidarność” 1980–1990
- 1999 i 2014: Polacy w służbie Moskali
  - wyróżniona w konkursie im. Jana Długosza
- 1999 i 2008: Kalendarium dziejów Polski (redaktor naukowy)
- 2000, 2005 i 2006: Historia Polski 1795–1918
  - Nagroda KLIO
  - Nagroda Główna Allianz –„Srebrna Nike”
  - wyróżnienie w konkursie im. Jana Długosza
- 2002 i 2011: Kraków w latach 1939–1945
  - Krakowska Książka Miesiąca – grudzień 2002
  - wyróżnienie w konkursie czytelniczym „Gazety Wyborczej” „Parady 2002”
  - Nagroda Ministra Edukacji Narodowej
- 2004: Kraków w latach 1945–1989
  - wyróżnienie w konkursie tygodnika ”Polityka”
- 2004, 2005 i 2007: Obyczaje w Polsce. Od średniowiecza do czasów współczesnych (redaktor i współautor)
  - nagroda w konkursie na najlepszą książkę akademicką z zakresu nauk społecznych „Atena 2005”
  - nagroda w konkursie na najlepszą książkę roku 2004 „O Pióro Fredry”
- 2005: III Rzeczpospolita – raport specjalny (2009 – wyd. w jęz. czeskim, 2010 – wyd. w jęz. niemieckim, 2011 – wyd. w jęz. chorwackim, 2013 – wyd. w jęz. bułgarskim)
- 2005: Polen und der Osten. Herausgegeben von Andrzej Chwalba
- 2006, 2008, 2012: Nie ufam własnej pamięci: o tajemnicach Krakowa, carskiej i sowieckiej Rosji i nie tylko...: (rozmowy z Andrzejem Chwalbą)
- 2006: Polska na przestrzeni wieków, (współautor)
- 2007: Historia Polski, t. 1–2 (współautor)
- 2008: Historia powszechna. Wiek XIX
  - Nagroda I Stopnia Ministra Nauki i Szkolnictwa Wyższego
- 2008: Historia Polski. Polska od 1939 do czasów obecnych (współautor)
- 2009: Collegium Maius (wydanie w języku angielskim 2010 r.)
- 2009: Polsko 1989–2008. Dějiny současnosti
- 2010: Kurze Geschichte der Dritten Republik Polen 1989 bis 2005
- 2011: Historia powszechna. 1989–2011
- 2011: Poljska nakon komunizma (1989–2011)
- 2013: История на Третата полска република
- 2014: Samobójstwo Europy. Wielka Wojna 1914–1918[22]
  - Wyróżnienie w Konkursie Imienia Jana Długosza
  - Książka kwietnia 2014 Magazynu Literackiego Książki
- 2014: Collegium Novum (z M. Bogdanowską)
- 2014: 1914–1918. Anatomy of Global Conflict
- 2014: Pałac Pusłowskich
- 2015: Ostatni salon PRL
  - Wyróżnienie w Konkursie Historyczna Książka Roku im. Oskara Haleckiego
- 2018: Legiony Polskie 1914–1918
- 2018: Wielka Wojna Polaków 1914–1918
  - Książka Historyczna Roku. Nagroda w konkursie im. Oskara Haleckiego, 2018[23];
  - Nagroda im. Janusza Kurtyki[24]
- 2019: 1919. Pierwszy rok wolności
- 2019: Zwrotnice dziejów. Alternatywne historie Polski (wraz z Wojciechem Harpulą)
- 2020: Przegrane zwycięstwo. Wojna polsko-bolszewicka 1918–1920
  - Nominacja do Międzynarodowej Nagrody im. Witolda Pileckiego[25]
- 2021: The Polish-Lithuanian Commonwealth. History, Memory, Legacy, Routledge, New York-London (redakcja z Krzysztofem Zamorskim)
- 2021: Polska–Rosja. Historia obsesji, obsesja historii (wraz z Wojciechem Harpulą)
- 2021: The People of Poland at War: 1914–1918 ISBN 978-3-631-83845-7
- 2021: Der Krieg der anderen. Die Polen und der Erste Weltkrieg 1914–1918 ISBN 978-3-631-83128-1
- 2022: Festung Krakau. Kraków w cieniu twierdzy ISBN 978-83-08-07592-0
- 2022: Cham i Pan (z Wojciechem Harpulą) ISBN 978-83-08-07673-6
- 2023: Wisła. Biografia rzeki ISBN 978-83-08-08126-6
  - Krakowska Książka Miesiąca – grudzień 2023
  - Nagroda Ogólnopolskiego Przeglądu Książki Krajoznawczej i Turystycznej
  - Nagroda Miesięcznika Literackiego "Książki" za czerwiec 2023
  - Nagroda Przyjaznego Brzegu, w XX edycji Konkursu NPB "za monumentalną biografię Królowej Polskich Rzek" – 2024[26]
- 2024: Polska krwawi. Polska walczy. Jak żyło się pod okupacją 1939–1945 ISBN 978-83-08-08470-0

## Nagrody i odznaczenia
- Odznaka „Zasłużony Działacz Kultury” nadana przez Ministra Kultury (2000);
- Nagroda KLIO (2001) (Nagroda Klio);
- Nagroda Główna Allianz w dziale nauka (2002);
- Krakowska książka miesiąca (grudzień 2002) (https://www.kkm.biblioteka.krakow.pl/2009-1995/);
- Nagroda Indywidualna Ministra Edukacji Narodowej i Sportu za książkę Dzieje Krakowa. Kraków w latach 1939-1945, (2003);
- Medal 25 Rocznicy Podpisania Porozumień Sierpniowych nadany przez Prezydenta Miasta Gdańska (2005);
- Złoty Krzyż Zasługi (2005)[27];
- Odznaka „Honoris Gratia” za zasługi dla Krakowa nadana przez Prezydenta Miasta Krakowa (2005);
- Nagroda "Atena 2005" (https://forumakademickie.pl/fa-archiwum/forumksiazki/2006/37/09_atena.html);
- Nagroda historyczna "Polityki" (2005)[28];
- Medal Świętego Krzysztofa (2011);
- Człowiek Roku w plebiscycie czytelników Gazety Krakowskiej (2014);
- Laudacje Studenckie. Nagroda Honorowa (2014);
- Nagroda miesięcznika literackiego "Książki", (kwiecień 2014)[29];
- Laur Jagielloński za wybitne osiągnięcia w dziedzinie nauk humanistycznych, społecznych i prawnych (2017)[30];
- Nagroda im. Klemensa Bąkowskiego przyznana przez Towarzystwo Miłośników Historii i Zabytków Krakowa (2018)[31][32];
- Medal 100-lecia Odzyskania Niepodległości przyznany przez Prezesa Rady Ministrów (2018)[33];
- Nagroda im. Janusza Kurtyki przyznana przez Fundację im. Janusza Kurtyki (2018)[34];
- Książka Historyczna Roku. Nagroda w konkursie im. Oskara Haleckiego, 2018[23];
- Krzyż Komandorski z Gwiazdą Orderu Odrodzenia Polski nadany przez Prezydenta RP Andrzeja Dudę (2019)[35][36];
- Srebrny Medal „Plus ratio quam vis” Uniwersytetu Jagiellońskiego (2021)[19];
- Doktor honoris causa Uniwersytetu Pedagogicznego w Krakowie (2021)[37];
- Honorowe członkostwo Towarzystwa Przyjaciół Nauk w Przemyślu (2021)[38];
- Krakowska Książka Miesiąca – grudzień 2023;
- Nagroda Ogólnopolskiego Przeglądu Książki Krajoznawczej i Turystycznej;
- Nagroda Miesięcznika Literackiego "Książki" za czerwiec 2023;
- Nagroda Przyjaznego Brzegu, w XX edycji Konkursu NPB "za monumentalną biografię Królowej Polskich Rzek" - 2024[39];
- Nagroda im. Joachima Lelewela "za szczególny wkład w promocję historii Polski poza granicami kraju" (2024)[40];
- Nagroda Promotor Polski 2024[41].

## Wywiady
- Ankieta na 100-lecie niepodległości Polski, PAP, 2018-11-10.
- Bez romantycznej tradycji powstańczej Polska też by odzyskała niepodległość, Dziennik Gazeta Prawna, 2018-11-10.
- Rocznicowa debata "Polski Zbrojnej", 2018-10-11.
- Gorzki wywiad z prof. Andrzejem Chwalbą o promocji polskiej historii za granicą. historia.org.pl, 2012-09-16., rozm. Wojtek Duch.
- Historia ma odpowiadać na pytania współczesności!. histmag.org, 2009-02-13., rozm. Kamil Janicki.
- Okupowany Kraków, rozm. Rita Pagacz-Moczarska, Alma Mater 64: 2004.
- Opozycja w PRL, rozm. Leszek Cichobłaziński, Niedziela 2006/47.
- Polska w przeddzień zaborów, rozm. Leszek Cichobłaziński, Niedziela 2006/50.
- Spokojnie, jak najbliżej prawdy, rozm. Marek Karpiński, Nowe Książki 2005/1.